# Tokorozawa
Tokorozawa (japanska: 所沢市?, Tokorozawa-shi) är en stad i Saitama prefektur i Japan. Staden fick stadsrättigheter 1950 och 
har sedan 2002
status som speciell stad (japanska: 特例市?, Tokureishi) enligt lagen om lokalt självstyre.
Staden ligger ca 30 km väster om centrala Tokyo och är en del av Stortokyo.

## Personer med anknytning till Tokorozawa
Hayao Miyazaki, animatör, regissör och serieskapare